# Frederiksborg

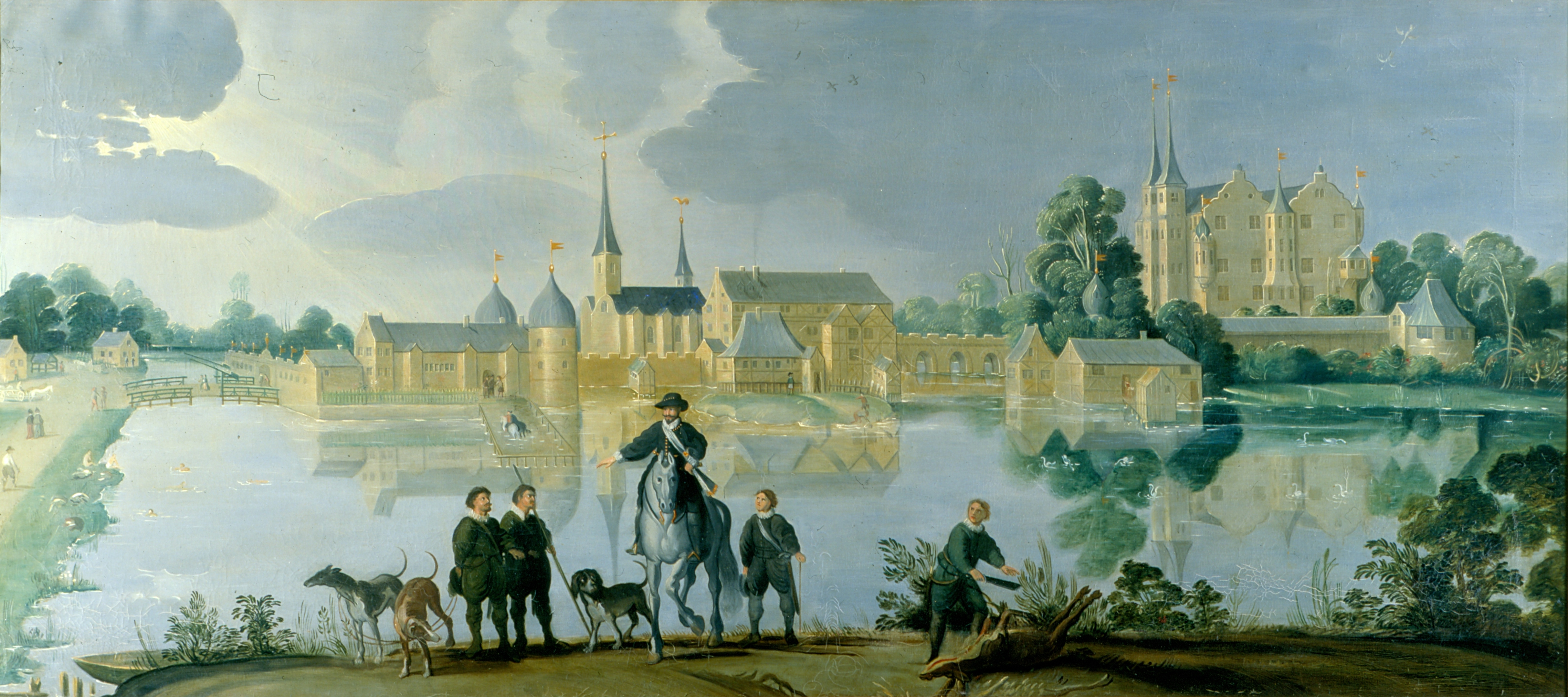
Widok na zespół zamkowy za czasów Fryderyka II, według obrazu z około 1585 (Zamek Gripsholm, Szwecja)

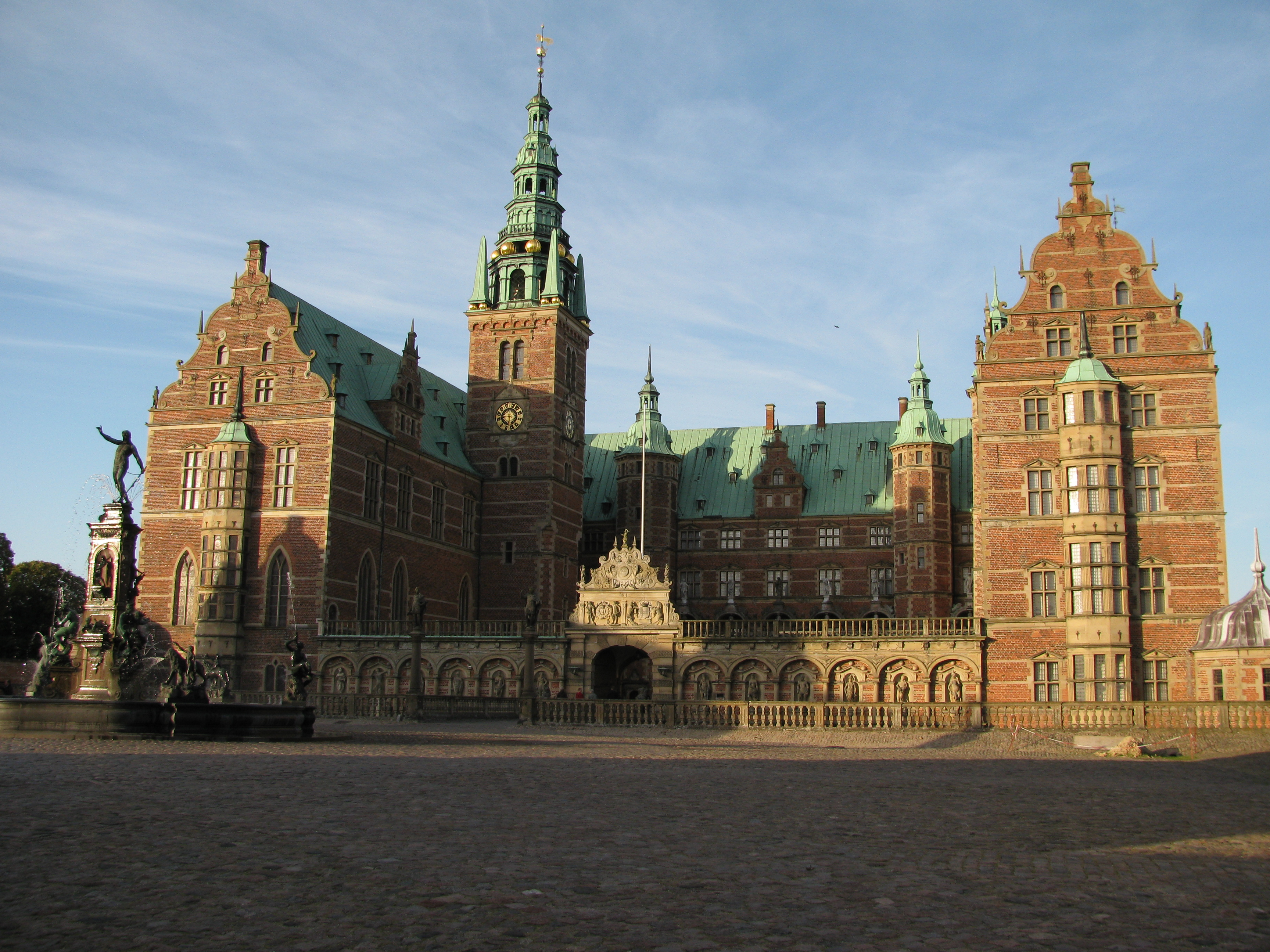
Widok na część główną zamku

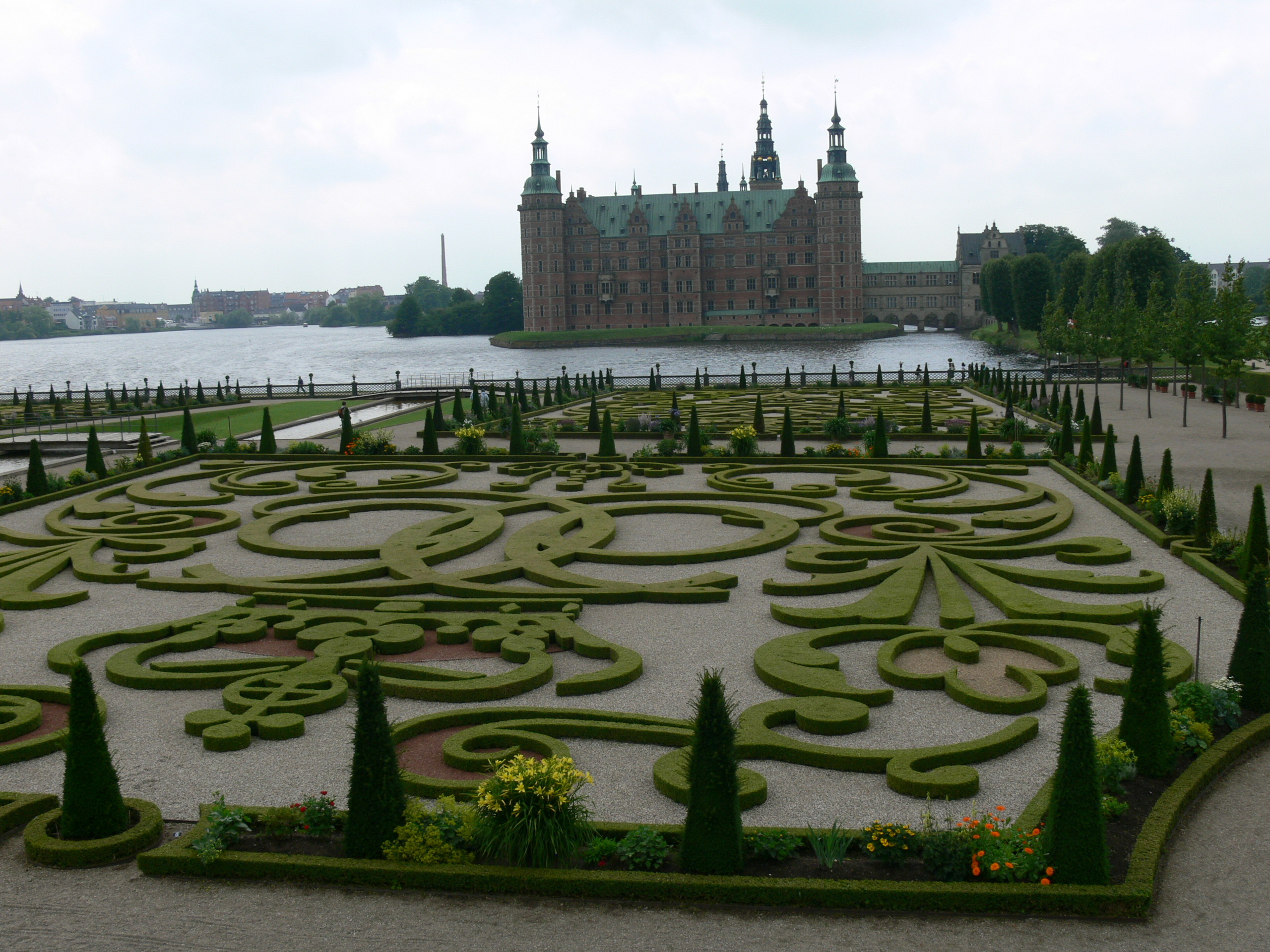
Fragment ogrodów z widokiem na zamek

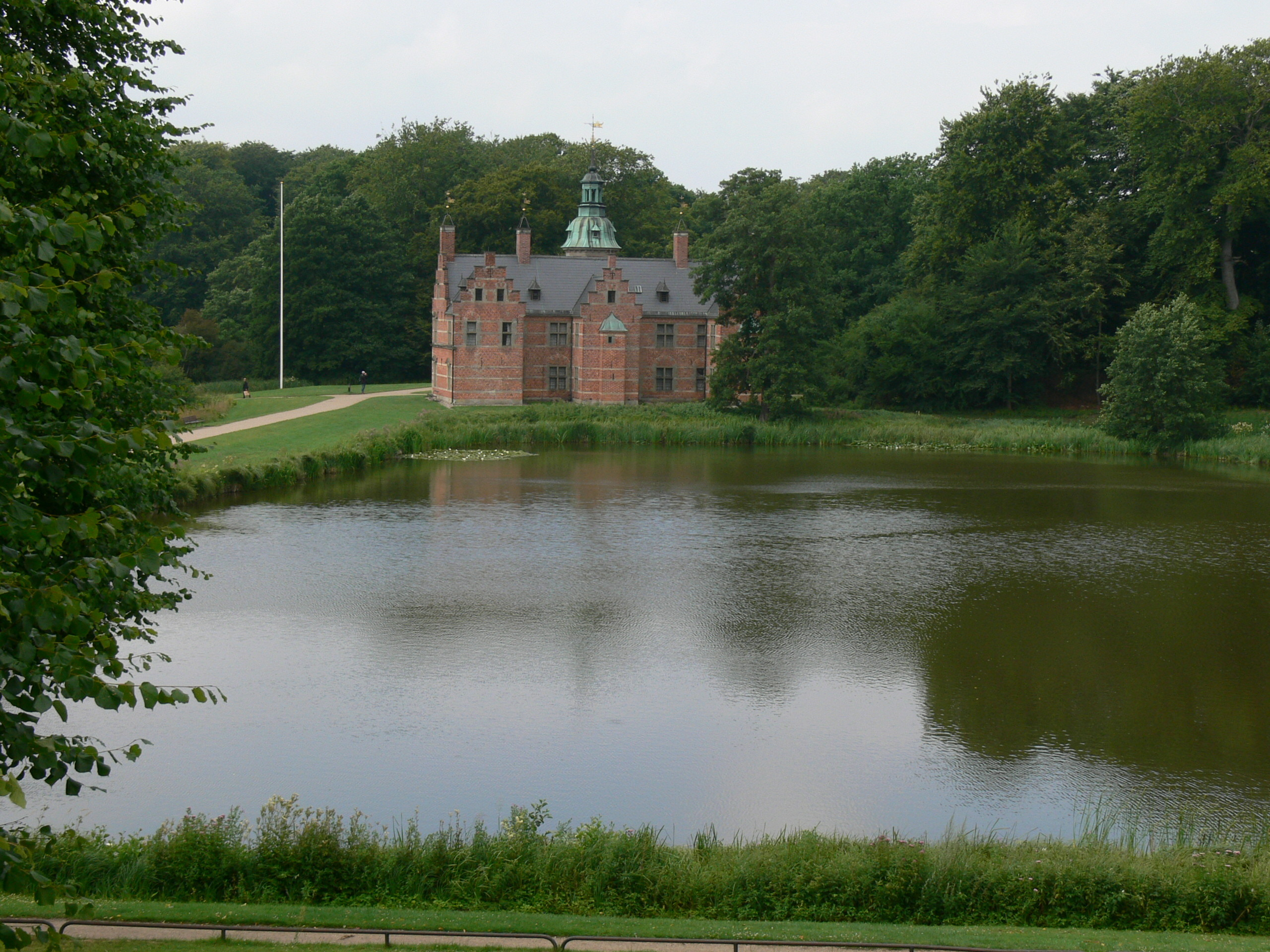
Zameczek zdrojowy na terenie parku zamkowego

Zamek Frederiksborg (duń. Frederiksborg Slot) – historyczna rezydencja królewska położona w Hillerød (Zelandia, Dania). Zamek został budowany od 1560 roku, za sprawą Fryderyka II, a następnie w latach 1600-1620  przez jego syna, króla Chrystiana IV. Mimo dotkliwych zniszczeń spowodowanych przez pożar w 1856 roku, zamek zachował historyczną architekturę i część dawnego wystroju. Od 1878 siedziba Narodowego Muzeum Historycznego (Det Nationalhistoriske Museum). Zamek ten jest usytuowany przy zachodnim brzegu jeziora Slotssøen, składa się z czterech części, z których trzy (przedzamcze oraz zamek dworski i rezydencja króla) leżą na osobnych wysepkach, na stałym lądzie oś tę zamyka rozległy ogród. Zamek Frederiksborg jest jednym z najcenniejszych przykładów duńskiej odmiany stylu manieryzmu północnego.

## Dzieje
Geneza zamku Frederiksborg sięga średniowiecza. Pierwsza wzmianka pochodzi z 1275, kiedy to pośród rozległych, wówczas gęsto zalesionych terenów znajdował się na jeziorze (obecnie Slotssøen) niewielki zameczek najprawdopodobniej myśliwski. Stanowił rdzeń dla zamku Hillerødsholm, istniejącego do II połowy XVI stulecia. Był to typowy dla budownictwa Danii i innych krajów północnoeuropejskich zamek wyspowy. Na południowej wyspie powstało przedzamcze, środkowej zabudowania wokół gotyckiego kościoła, zaś na północnej bryła zamku. Zamek ten wraz z okolicami w roku 1560 przeszedł w ręce duńskiego króla Fryderyka II, który w tych okolicach częstokroć udawał się na polowania. Z jego inicjatywy rozbudowano przedzamcze i kilkukondygnacyjny zamek w duchu wczesnego manieryzmu północnego. Na podstawie ikonografii wiadomo iż zamek miał plan nieregularnego czworoboku do którego przylegała od strony południowej para wież. Zamek był nakryty podwójnym dachem. Elewacje zdobiły liczne wykusze i faliste szczyty. Całość była otoczona wysokim murem, zaś od strony południowej znajdował się kamienny most. Na sąsiedniej wyspie zachowano kościół oraz zachowania gospodarcze, zaś wysunięte najdalej na południe przedzamcze tworzyły podłużne niskie gmachy flankowane otoczone murami z bramą oraz dwoma cylindrycznymi basztami.
W obecnej postaci zamek został zbudowany przez urodzonego tu syna Fryderyka, Chrystiana IV. Tenże monarcha stał się wówczas jednym z najbardziej wpływowych władców i hojnych mecenasów sztuki w Europie Północnej. Sukces ten osiągnął dzięki dochodom z cła pobieranego na cieśninie Sund (Sundzoll), majątkom ziemskim oraz z jego zamków w Gluckstadt, Rosenborg i Halmstad. Częściowo zachowano zabudowania przedzamcza, natomiast zabudowania środkowej i północnej wyspy niemal w całości zniesiono, na ich miejsce powstał nowy kompleks zabudowań. Pierwotny warowny zespół zamkowy został zamieniony na monumentalną pałacową rezydencję, przy czym nie zrezygnowano z elementów o charakterze obronnym co poświadczają zachowane do dziś bastiony. Na wyspie środkowej wzniesiono dwa bliżniacze gmachy (kancelarię i budynek wielkorządcy) ustawione równolegle, prostopadle zaś wzniesiono mury oraz wysoką wieżą bramną od strony południowej. Wewnątrz czworobocznego dziedzińca ustawiono fontannę, dzieło Adriaena van der Vries. Główną część zamku wzniesiono na planie zbliżonym do kwadratu, na narożach skrzydła północnego wzniesiono wieloboczne na planie wieże, wyższa wieża została wzniesiona od strony dziedzińca, przy skrzydle zachodnim. Ceglane elewacje zostały bogato udekorowane kamiennymi elementami architektoniczno-rzeźbiarskimi, głównie krużganek i loggie skrzydła północnego, smukłe szczyty, liczne portale, ozdobne obramienia okien etc. Spośród budowniczych zamku potwierdzony źródłowo jest udział Hansa van Steenwinkel. Pierwotna nazwa zamku Hillerødsholm za sprawą Chrystiana IV została przemianowana na cześć jego ojca na Frederiksborg.
W latach 1671–1840 w zamkowej kaplicy władcy dynastii Oldenburg (z wyjątkiem Chrystiana VII) koronowali się na królów, także zawierano tu małżeństwa.
Odbyły się koronacje następujących królów i królowych Danii:
- 1671: Chrystian V i Karolina Amelia heska
- 1700: Fryderyk IV i Ludwika meklemburska
- 1721: Anna Zofia Reventlow, żona Fryderyka IV
- 1731: Chrystian VI i Zofia Magdalena brandenburska
- 1747: Fryderyk V i Ludwika hanowerska
- 1752: Juliana Maria brunszwicka, żona Fryderyka V
- 1815: Fryderyk VI i Maria heska
- 1840: Chrystian VIII i Karolina Amelia holsztyńska (ostatnia koronacja w historii Danii).

W 1720 roku, w zamku podpisano pokój między Szwecją i Danią, kończący wojnę północna. XVIII wiek to również okres świetności dla samego zamku; w 1720 założono na północ od zamku rozległy ogród w stylu francuskiego baroku, dekadę później zamek odnowiono. Ostatnim parą królewską rezydującą w zamku był Fryderyk VII Oldenburg i jego małżonka Louisa Rassmussen znana jako hrabina Danner.
W nocy z 16 na 17 grudnia 1859 wybuchł wielki pożar, który objął główną część kompleksu. Ocalały jednak m.in. elementy architektoniczne oraz sala audiencyjna i kaplica zamkowa. Frederiksborg został odbudowany i odnowiony dzięki m.in. wsparciu finansowemu dokonanemu przez duńskiego przemysłowca Jacoba Christiana Jacobsena.
W roku 1878 z inicjatywy Carla Jacobsona, utworzono w zamku Narodowego Muzeum Historycznego, którego zbiory w dalszych dziejach stale się powiększały. Mieszcząca się w kilkudziesięciu salach ekspozycja zawiera kolekcję portretów królów i królowych Danii, eksponaty związane z historią panujących i królestwa oraz rozmaite dzieła sztuki głównie nowożytnej, większość zabytków została przeniesiona z rozmaitych duńskich rezydencji i zamków.

## Architektura
Obecny Zamek Frederiksborg należy do czołowych przykładów architektury stylu północnego renesansu i manieryzmu na terenie Danii. W podobnej konwencji stylowej m.in. przebudowano zamek Kronborg i wzniesiono zamek Rosenborg.
Obecny kompleks zamkowy składa się z czterech części: przedzamcza, zabudowań urzędowych oraz rezydencji, każda z tych części położona jest na położonych blisko siebie oddzielnych wyspach. Zabudowania przedzamcza tworzą nieregularny plan, pozostałe części zostały wytyczone na osi biegnącej w kierunku północno-wschodnim. Oś ta ma kontynuację w czwartej części zespołu, którą tworzą ogrody poprzedzające rozległy park zamkowy. W stosunku do zabudowań zamku, ogrody i park są bardziej odosobnione, usytuowane są w głębi, na stałym lądzie.
Zabudowania przedzamcza tworzą budynki gospodarcze otoczone murem z dwoma bastionami od strony południowej. Pomiędzy nimi znajduje się most łączący miasto z przedzamczem i całym zamkiem, do którego można dojść przez kamienną, manierystyczną bramę. W obrębie przedzamcza zachowały się m.in. gotycki spichlerz z XVI wieku i dwie renesansowe cylindryczne baszty usytuowane po północnej stronie wyspy.    
Poprzedzona krętym, wąskim mostem brama mieści się w przyziemiu wielokondygnacyjnej wieży, usytuowanej na osi muru parawanowego. Wejście to prowadzi do rozległego, prostokątnego dziedzińca przy którym znajdują się usytuowane równolegle do siebie dwa monumentalne, manierystyczne gmachy służące kancelarii i wielkorządcy zamku. Obiekty te połączone są ze sobą masywnymi murami, ze wspomnianą wieżą bramą od południa oraz z mostem łączącym środkowy dziedziniec z położonym na północ od niego głównym gmachem zamku.
Główny budynek ma plan regularnego czworoboku, składa się z trzech czterokondygnacyjnych skrzydeł mieszkalnych i niższego muru, który zamyka rozległy, prostokątny w planie dziedziniec. Każda z tych części spełniała określone funkcje: najszersze skrzydło północne miało charakter mieszkalno-rezydencjonalny, użytkował je monarcha duński, w zachodnim znajduje się zamkowa kaplica, zaś wschodnie należało do książąt. Zbudowany jest niemal w całości na kamiennych fundamentach usytuowanych poniżej dna jeziora, na elewacjach zastosowano wątek ceglano-kamienny; z charakterystycznym dla manieryzmu północnego zaakcentowaniem naroży oraz pasową kompozycją ścian, ściśle zintegrowaną z podziałami kondygnacji, okien etc. Wysokość każdej z czterech kondygnacji ku górze maleje. Prostokątne dwu- i trójdzielne okna osadzone są bezpośrednio na gzymsach, większość okien wieńczą trójkątne naczółki. Elewacje charakteryzują się także niemalże symetryczną artykulacją, jednakże budowla nie jest monolitem; płaskie elewacje zdobią liczne wykusze i przybudówki, a ponadto zastosowano tu pełen repertuar manierystycznej dekoracji; bogato rozczłonkowane szczyty, nadbudówki ze szczytami ponad gzymsem wieńczącym oraz przede wszystkim występujące poza lico bryły pary niskich wieżyczek od strony południowej i wyższych wież od strony północnej, liczące po osiem kondygnacji. Do wieży północno-zachodniej przylega ganek prowadzący do małego, czworobocznego dwukondygnacyjnego pawilonu położonego po drugiej stronie jeziora.

## Galeria

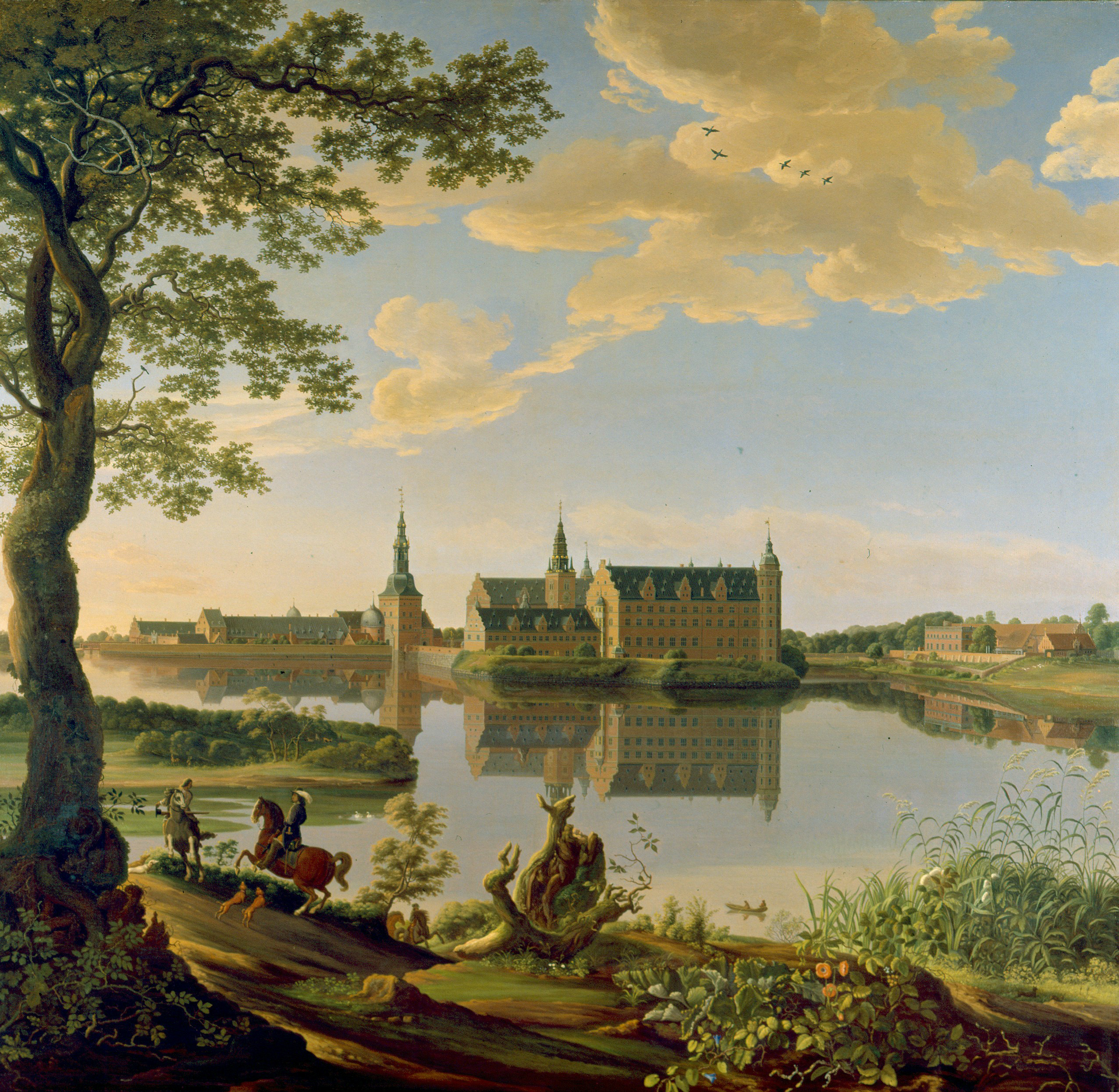
Widok na zamek według obrazu Lazarusa Baratty z 1652 r.
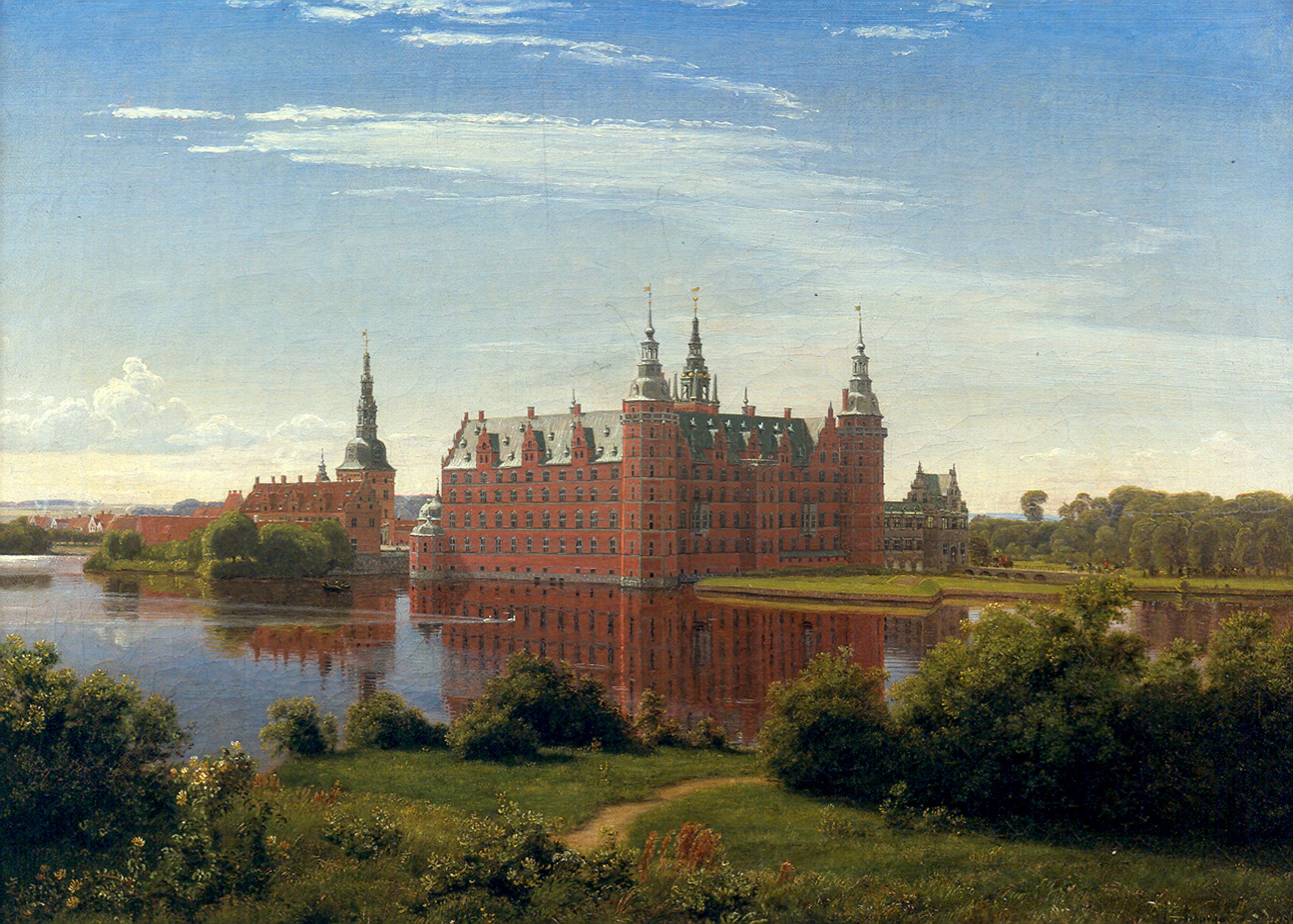
Widok na zamek według obrazu Petera Christiana Skovgaarda z 1841 r.
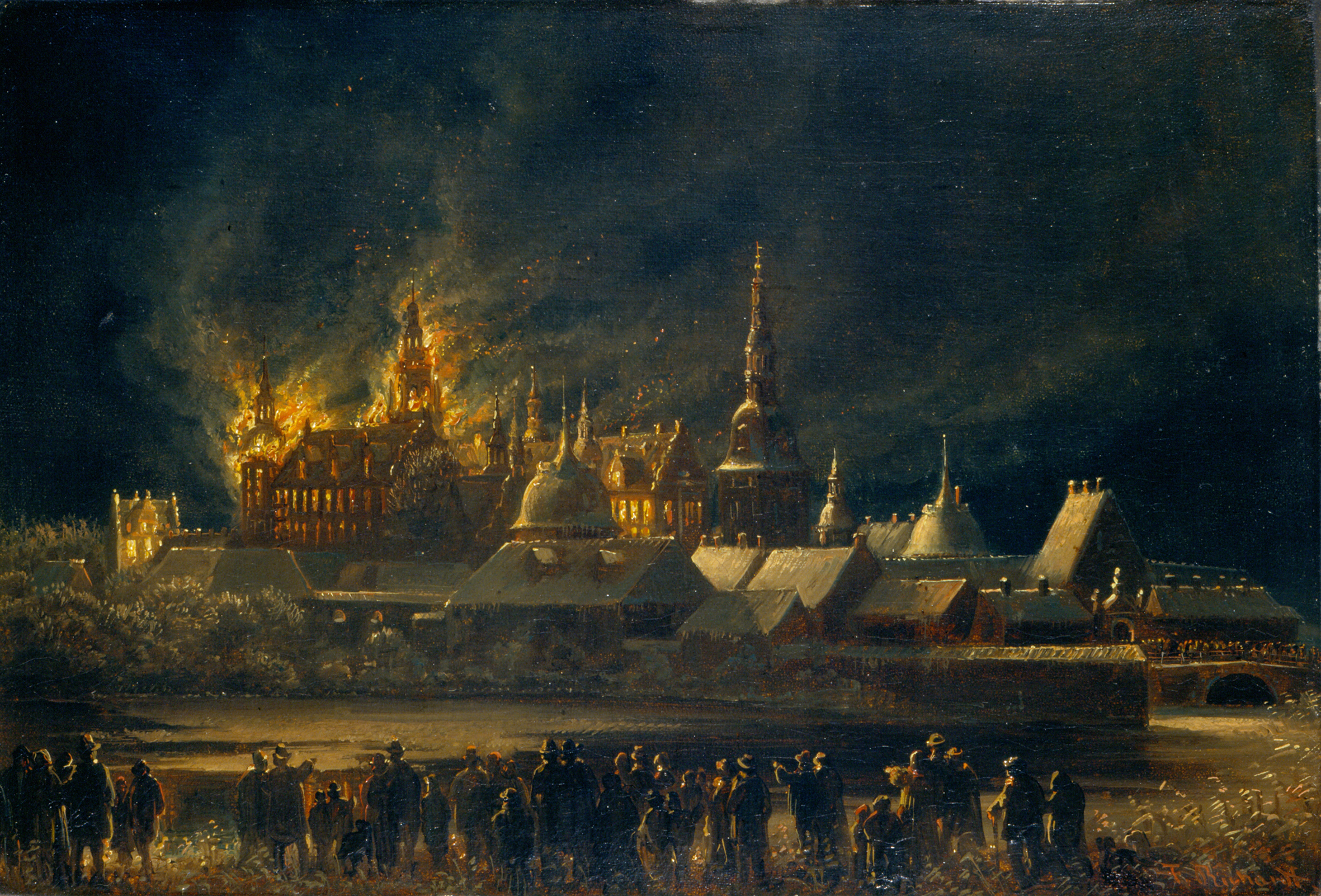
Pożar zamku w 1859 r.
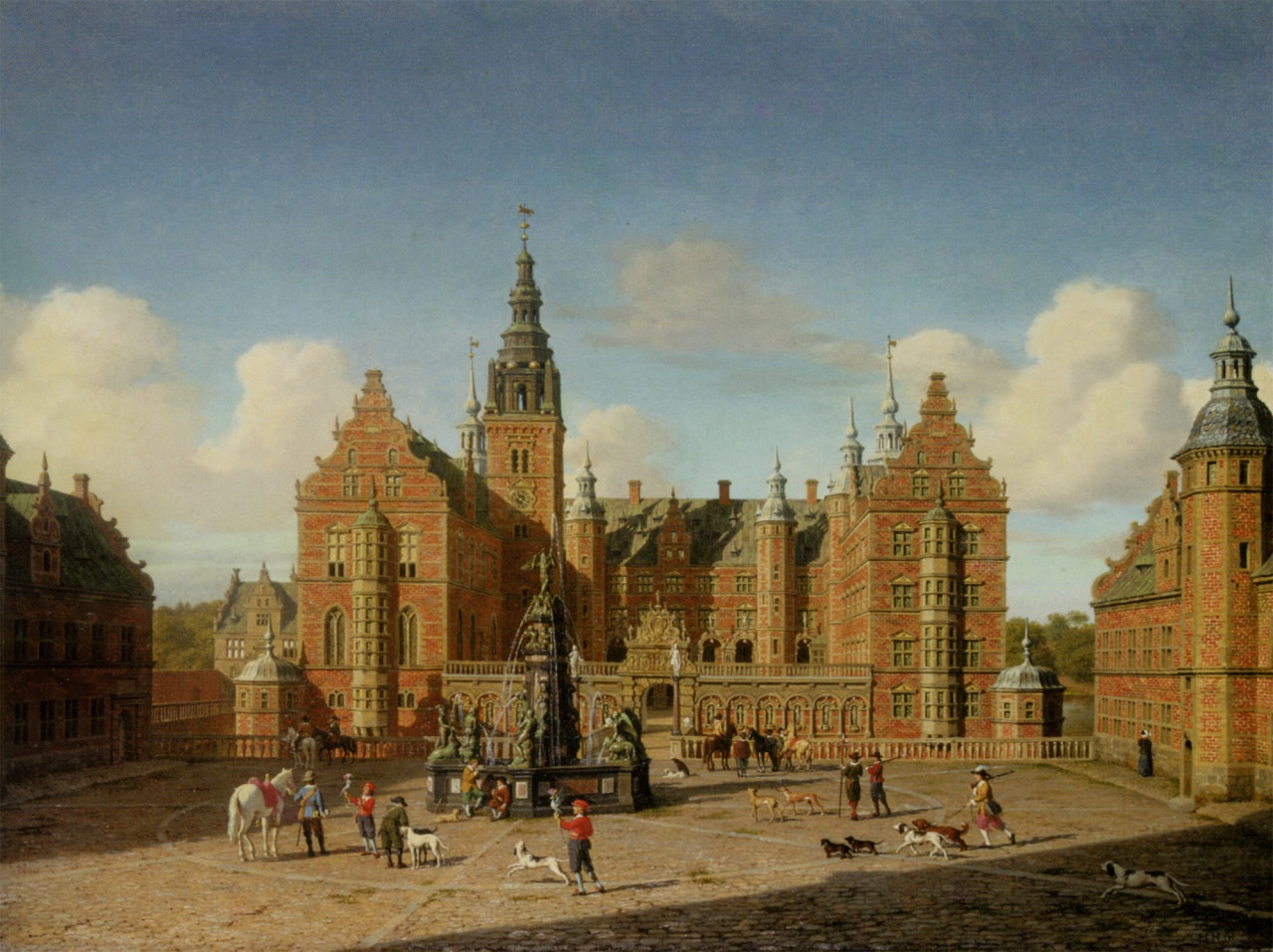
Widok zamku według obrazu Heinricha Hansena z 1869 r.

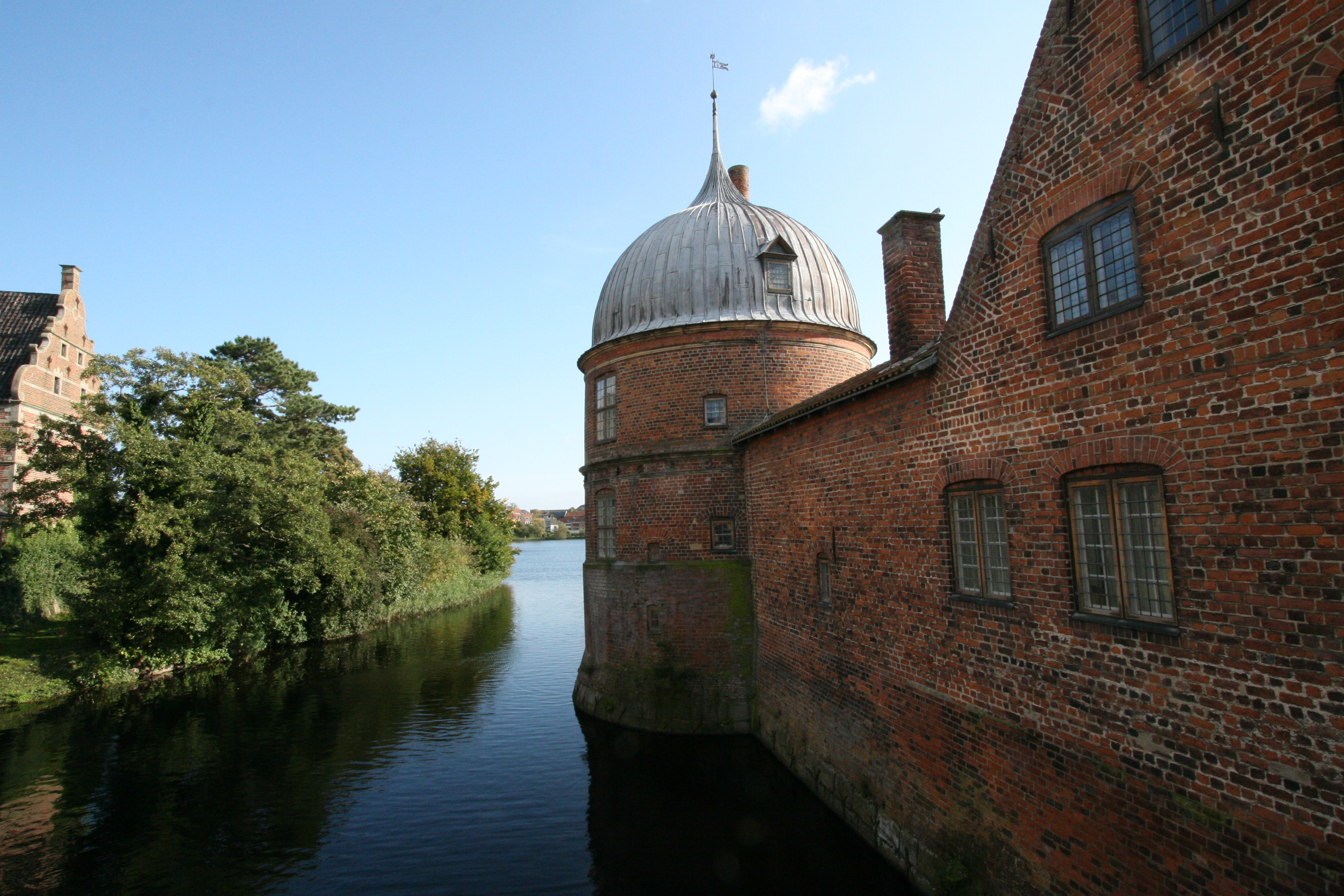
Fragment zewnętrznych zabudowań przedzamcza
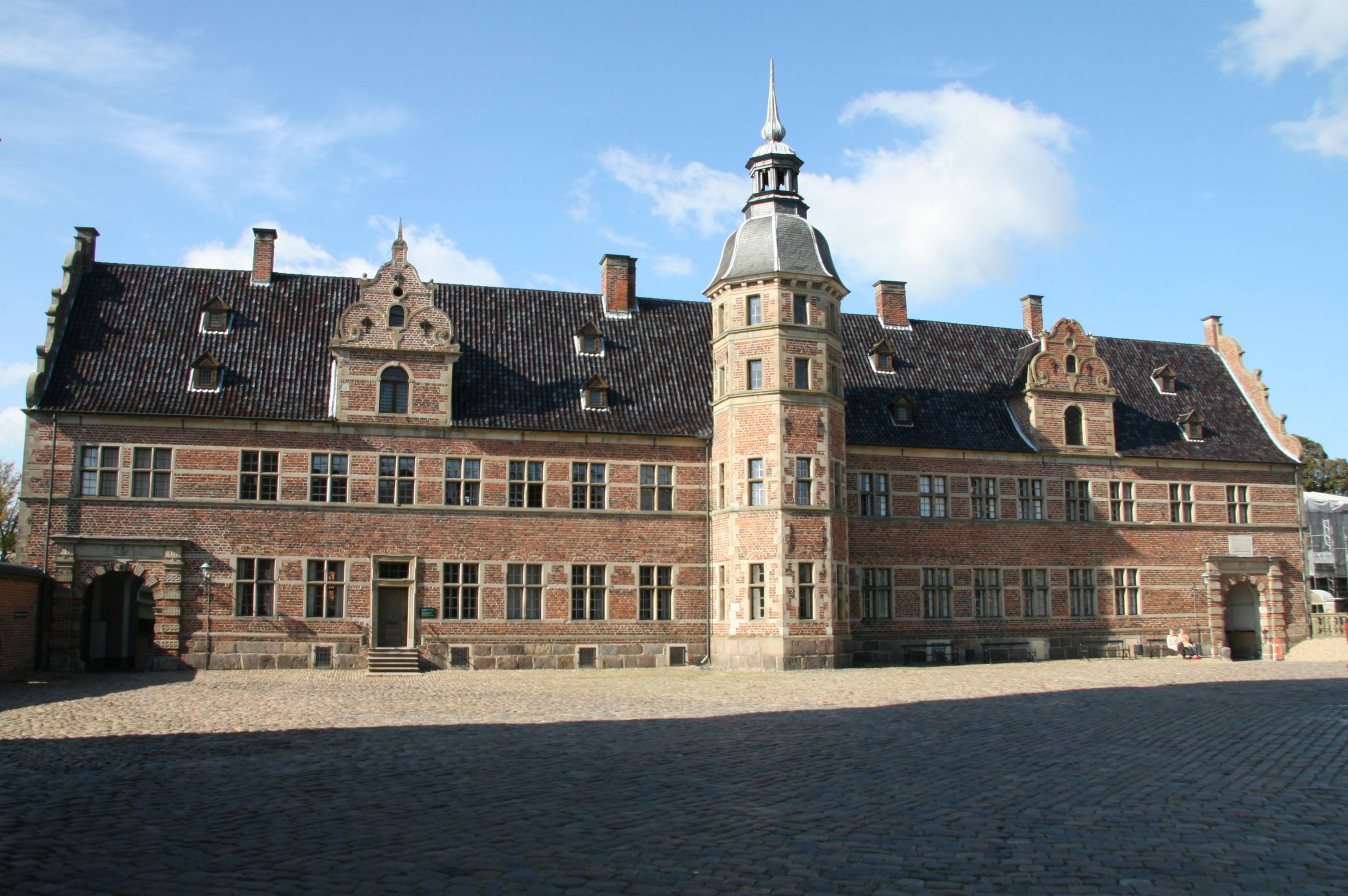
Fragment zabudowań wokół zewnętrznego dziedzińca
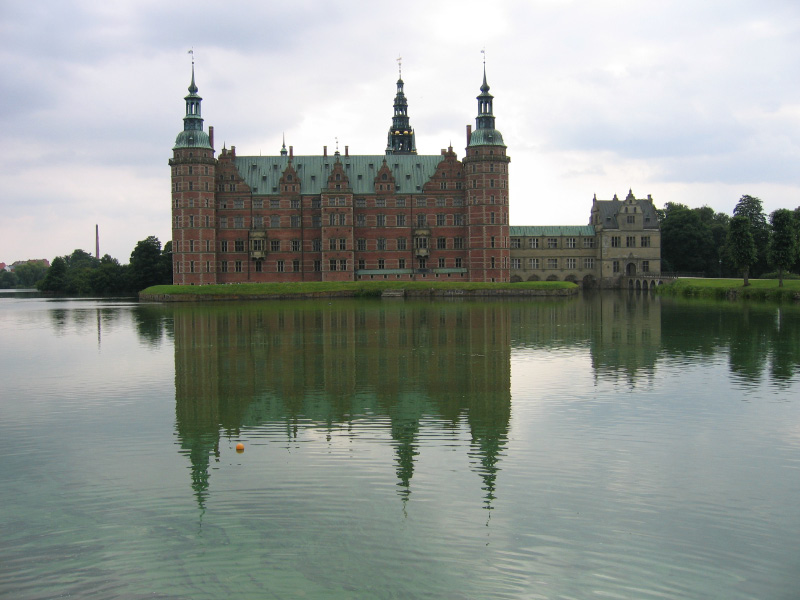
Widok na główny gmach zamku od strony północnej
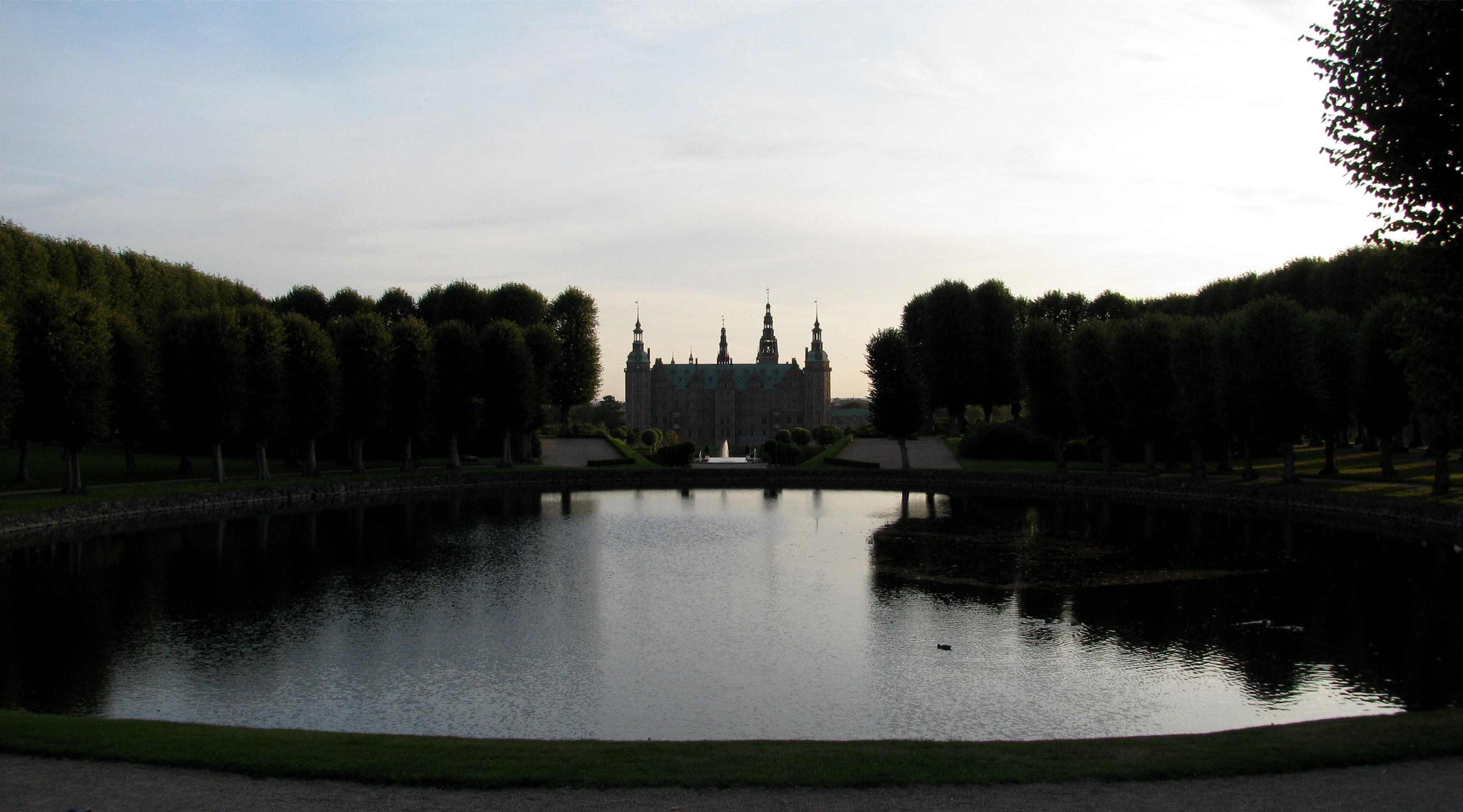
Widok na park zamkowy

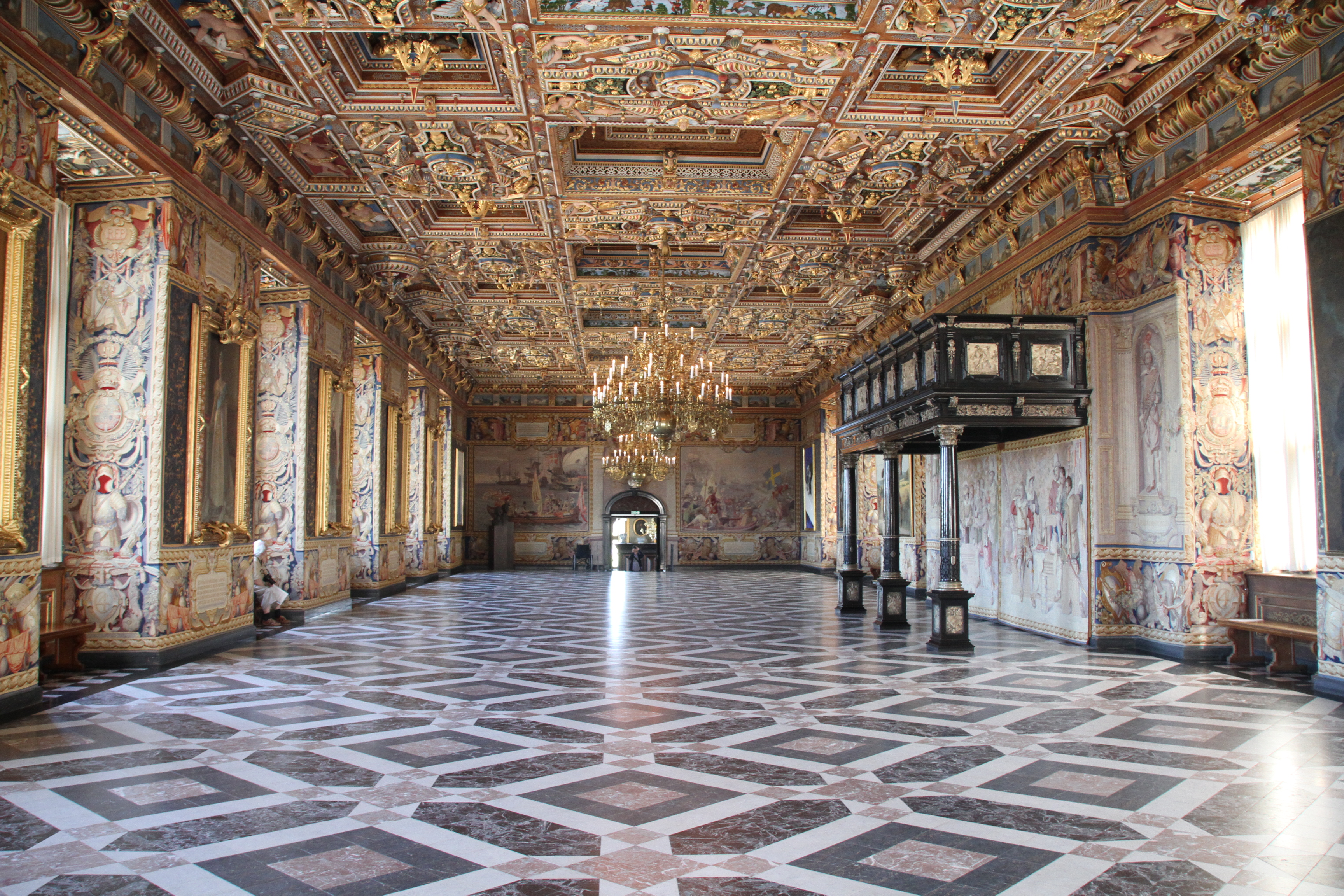
Wielka Sala
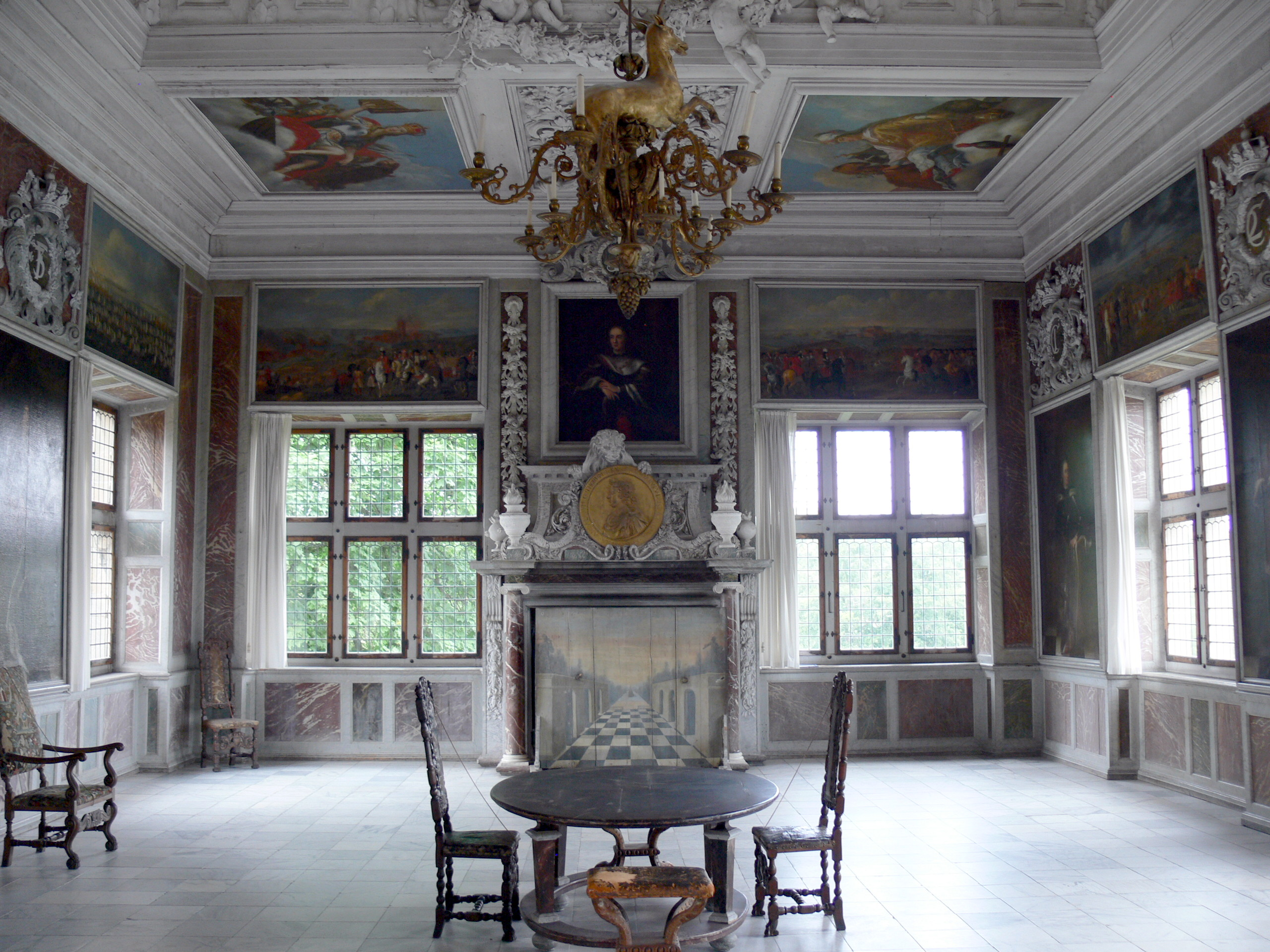
Sala Audiencyjna
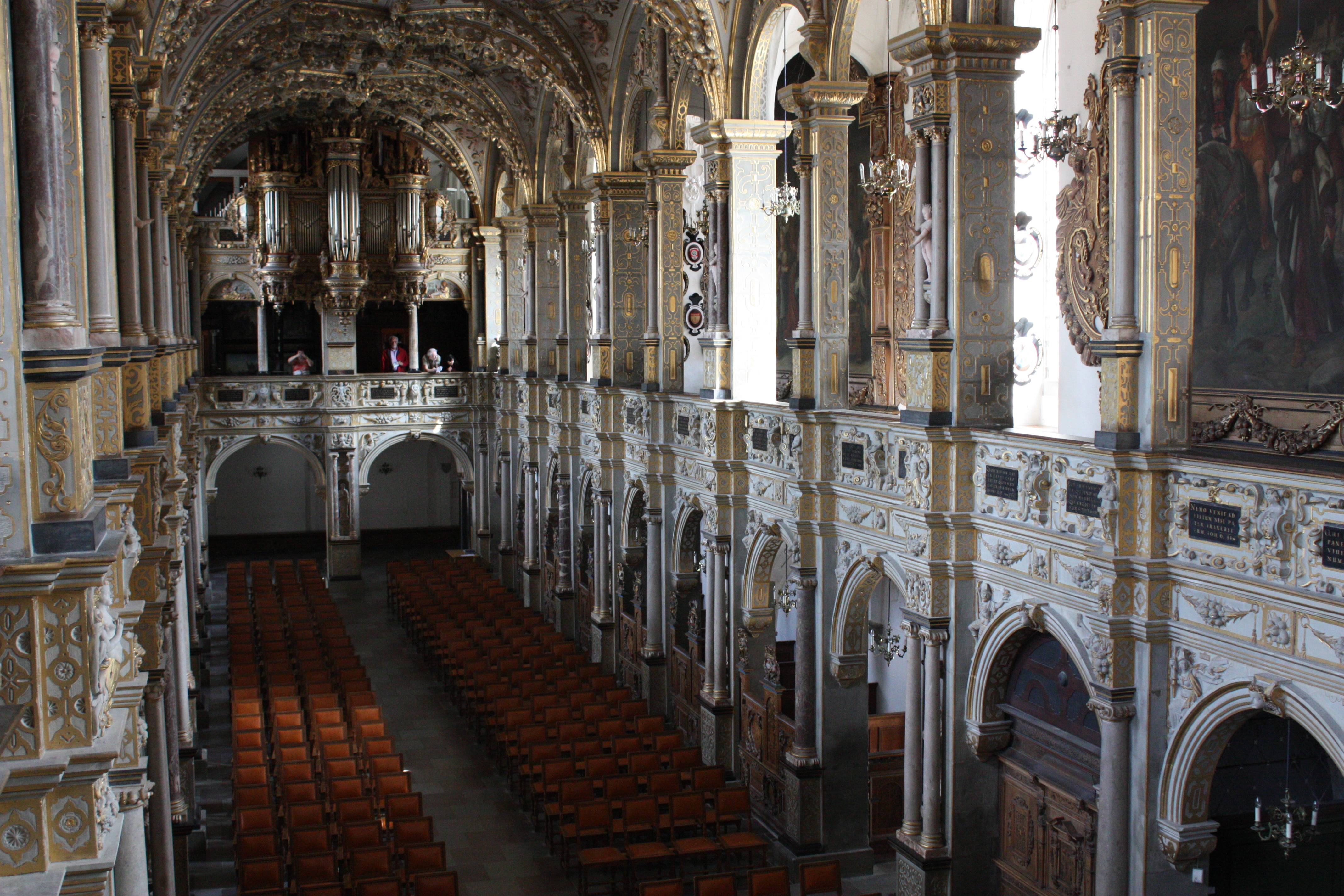
Wnętrze kaplicy zamkowej
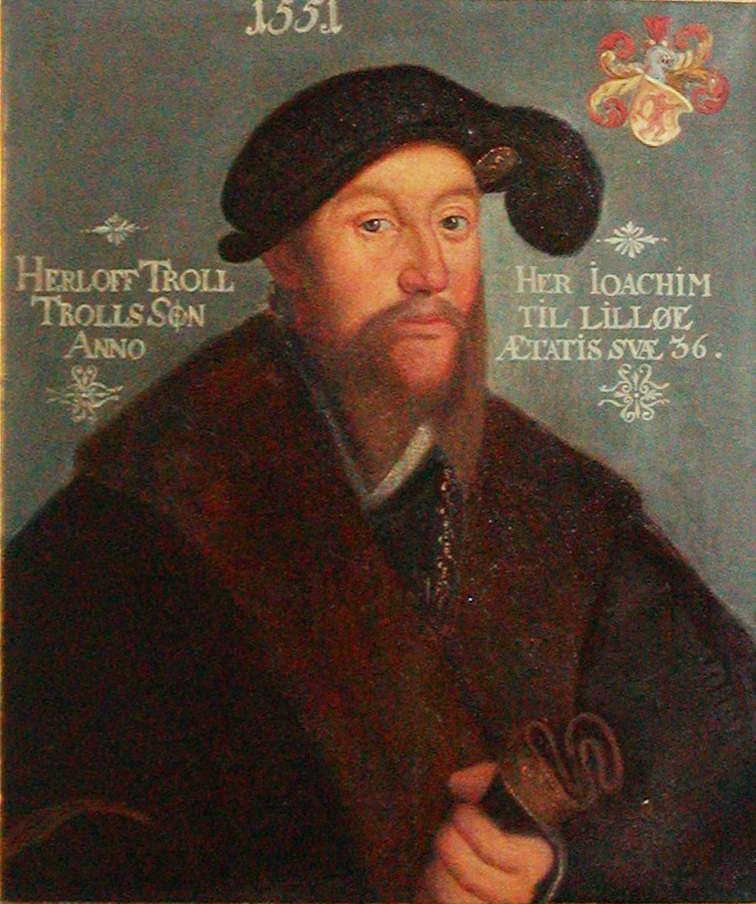
Portret Herlufa Trolle z 1551 r.